# Frank Baumann (fotbalista)
Frank Baumann (* 29. října 1975, Würzburg, Západní Německo) je bývalý německý fotbalový záložník a reprezentant, v současnosti působí jako fotbalový skaut. Účastník Mistrovství světa v roce 2002 v Japonsku a Jižní Koreji a EURA 2004 v Portugalsku.

## Klubová kariéra
Ve své kariéře hrál za dva německé kluby, 1. FC Norimberk a Werder Brémy. S Brémami vyhrál jednou 1. Bundesligu (2003/04), dvakrát německý pohár DFB-Pokal (2003/04, 2008/09) a jednou ligový pohár DFB-Ligapokal (2006).

## Reprezentační kariéra
Frank Baumann reprezentoval Německo v mládežnické kategorii U21.
V A-týmu Německa debutoval 14. listopadu 1999 v Oslu v utkání s Norskem (výhra 1:0), čímž se stal 800. německým reprezentantem v historii. Celkem odehrál za „Nationalelf“ (německý národní tým) 28 zápasů a dal 2 góly.
Zúčastnil se Mistrovství světa v roce 2002 v Japonsku a Jižní Koreji, kde získal s německým národním týmem stříbrné medaile, a EURA 2004 v Portugalsku, kde Německo vypadlo již v základní skupině.